# Jacutinga (kommun i Brasilien, Rio Grande do Sul)
Jacutinga är en kommun i Brasilien.   Den ligger i delstaten Rio Grande do Sul, i den södra delen av landet, 1 400 km söder om huvudstaden Brasília. Antalet invånare är 3 630. Arean är 179 kvadratkilometer.
Terrängen i Jacutinga är huvudsakligen platt, men österut är den kuperad.
Trakten runt Jacutinga består till största delen av jordbruksmark. Runt Jacutinga är det mycket glesbefolkat, med 7 invånare per kvadratkilometer.